# Change the Weather
Change the Weather è il secondo album in studio del gruppo musicale britannico Underworld, pubblicato il 1º dicembre 1989.

## Tracce
1. Change the Weather – 3:30
2. Stand Up – 3:52
3. Fever – 3:29
4. Original Song – 3:56
5. Mercy – 3:32
6. Mr. Universe – 3:28
7. Texas – 3:48
8. Thrash – 4:17
9. Sole Survivor – 4:04
10. Beach – 2:07 (Hyde/Smith)